# André Petermann
André Petermann (* 27. September 1922; † 21. August 2011 in Lausanne) war ein Schweizer theoretischer Physiker.
Petermann hatte Mathematik mit dem Diplom-Abschluss studiert, mit dem Spezialgebiet Distributionentheorie,  und war von E. C. G. Stueckelberg zu einem physikalischen Problem hinzugezogen worden. Er promovierte bei ihm in Lausanne 1953  (La normalisation des constantes dans la théorie des quanta) und zusammen waren sie damals Pioniere der Renormierungsgruppe. Petermann war gleich nach ihrer Gründung in Kopenhagen eines der ersten Mitglieder der Theoriegruppe des CERN, damals unter Leitung von Niels Bohr. Er blieb den Rest seiner Karriere in der Theoriegruppe des CERN.
Petermann berechnete in den 1950er Jahren die nächstführende Ordnung (4. Ordnung in e, 2. Ordnung in der Feinstrukturkonstanten)  in der Störungstheorie des anomalen magnetischen Moments des Myons, das am CERN in den 1960er Jahren gemessen wurde (Georges Charpak, Richard Garwin, Francis Farley, Antonino Zichichi u. a.).
Er entwickelte als einer der Ersten das Quark-Modell, für dessen etwa gleichzeitige Einführung vor allem Murray Gell-Mann und George Zweig bekannt sind. Petermanns Beitrag (Nuclear Physics, Band 63, 1965, S. 349–352) wurde zwar am 30. Dezember 1963 eingereicht, aber erst im März 1965 veröffentlicht (nach dem Aufsatz von Gell-Mann) und geriet später in Vergessenheit. Gell-Mann und Zweig erwähnten Petermann in ihren jeweiligen Veröffentlichungen nicht, und Petermann erwähnte auch Gell-Mann oder Zweig nicht, obwohl er relativ spät veröffentlichte und Zweig 1963/64 sein Kollege in der Theorieabteilung des CERN war.

## Schriften
Außer den in den Fußnoten zitierten Arbeiten:
- Atomic energy levels shifts in hydrogen-like atoms. In: Fortschritte der Physik. Band  6, 1958, S. 505–523 (Übersichtsartikel).
- Fourth order magnetic moment of the electron. In: Helv. Phys. Acta. Band 50, 1957, 407–408.
- Renormalization Group and the deep structure of the proton. In: Phys. Reports. Band 53, 1979, S. 157–248.
- Propriétés de l'étrangeté et une formule de mass pour les mesons vectoriels, Nuclear Physics, Band 63, 1965, S. 349–352 (Quark-Konzept)